# ولی‌الله فیض مهدوی
ولی الله فیض مهدوی (۵ بهمن ۱۳۵۸- ۱۵ شهریور ۱۳۸۵) از اعضای سازمان مجاهدین خلق ایران و یکی از زندانیان سیاسی در نظام جمهوری اسلامی بود که به جرم اقدام به بمب‌گذاری دستگیر و به اعدام محکوم شده بود.
وی در اعتراض به عدم رسیدگی به خواست‌های قانونی اش در یک اعتصاب غذای تر و خشک قرار داشت و در روز یازدهم از اعتصاب غذا (۱۴ شهریور) بنا بر ادّعای مقامات امنیّتی ایران در زندان رجایی شهر کرج دست به خودکشی زد و در تاریخ ۱۵ شهریور ۱۳۸۵ در بیمارستان شریعتی تهران درگذشت. 
برخی از منابع حقوق بشری از جمله سازمان دیدبان حقوق بشر رژیم ایران را مسئول مرگ مشکوک وی قلمداد می‌کنند.
وی متولد ۵ بهمن سال ۱۳۵۸ در شهر همدان بود.

## دستگیری و حکم اعدام
ولی الله فیض مهدوی در سال ۱۳۷۹ به سازمان مجاهدین خلق ایران پیوست و در پی آن در مهرماه سال ۱۳۸۰ و در سن ۲۲ سالگی در شهر دزفول دستگیر شد. بنابر اطلاعات اعلام شده از سوی مقامات قضائی جمهوری اسلامی ایران اتهام وی ماموریتی بوده‌است که از سوی سازمان مجاهدین خلق برای بمب‌گذاری به وی محول شده بود. وی هنگام دستگیری مواد منفجره به همراه داشت.
وی در چند حکم پیاپی به دلیل حمایت و ارتباط با سازمان مجاهدین خلق در ایران و اقدام علیه امنیت ملی به حکم دادگاه انقلاب اسلامی به اعدام محکوم شده بود.

## اعتصاب غذا
ولی الله فیض مهدوی در اعتراض به وضعیت نامناسب خود در زندانهای جمهوری اسلامی و به دلیل اینکه هیچ ترتیب اثری نسبت به خواسته‌هایش داده نشده بود، در تاریخ ۴ شهریور ۱۳۸۵ دست به اعتصاب غذای نامحدودی زد. 
خواستهای وی عبارت بودند از:
1. تقاضای ملاقات با وکیل.
2. انتقال از بند جنایتکاران زندان گوهردشت به بند زندانیان سیاسی زندان اوین.
3. ابلاغ عدم اجرای حکم اعدام به مسئولین زندان گوهردشت.

گفتنی است که درخواست‌های زندانی سیاسی ولی الله فیض مهدوی از حداقل‌های حقوقی یک زندانی است که در قانون اساسی جمهوری اسلامی نیز بدان اشاره شده‌است.

## مرگ مشکوک
بنا بر ادعای مامورین امنیتی جمهوری اسلامی ایران، ولی الله فیض مهدوی نهایتاً در روز یازدهم از اعتصاب غذا (۱۴ شهریور) در زندان رجایی شهر کرج دست به خودکشی زد و در تاریخ ۱۵ شهریور ۱۳۸۵ در بیمارستان شریعتی تهران مُرد.
مرگ وی دقیقاً در سالگرد تأسیس سازمان مجاهدین خلق ایران و درست دو هفته پس از مرگ مشکوک اکبر محمدی، توجه محافل سیاسی و حقوق بشری بین‌المللی را برانگیخت.
برخی از منابع حقوق بشری از جمله سازمان دیدبان حقوق بشر رژیم ایران را مسئول مرگ مشکوک وی قلمداد می‌کنند.
اما از آن سو رسانه‌های داخل ایران از جمله خبرگزاری فارس به نقل از سهراب سلیمانی مدیرکل سازمان زندان‌های استان تهران اعلام کرده‌اند که وی دست به یک خودکشی ناموفق در حمام بند زندان زده و نهایتاً پس از چندی اعلام شد که وی مرده‌است.
مقامات دولتی تاکنون حاضر به تحویل جسد وی به خانواده اش نشده اند 
بیم آن می‌رود که جسد وی نیز همانند جسد اکبر محمدی توسط مقامات شبانه و بدون حضور اعضای خانواده‌اش دفن شده باشد.